# 渡邊己
渡邊 己（わたなべ おのれ、1965年 - ）は、日本の言語学者。専門はセイリッシュ語学。
東京外国語大学アジア・アフリカ言語文化研究所教授。博士（文学）。

## 略歴
国際基督教大学卒業、北海道大学大学院文学研究科言語学専攻修士課程修了、京都大学大学院文学研究科言語学専攻博士後期課程研究指導認定退学、2000年、博士（文学）の学位を取得。
香川大学経済学部助教授等を経て、2008年より東京外国語大学アジア・アフリカ言語文化研究所准教授、2014年より同教授。
第24回新村出賞受賞。

## 研究業績
- 「スライアモン・セイリッシュ語の品詞について― 特にその名詞と動詞について ―」 『アジア・アフリカの言語と言語学』第3号（東京外国語大学アジア・アフリカ言語文化研究所）pp. 117-134. 2008
- 「スライアモン・セイリッシュ語のクリティックについて－その形式的同定のための基準－」『アジア・アフリカの言語と言語学』第2号（東京外国語大学アジア・アフリカ言語文化研究所）pp. 115–130. 2007
- 「スライアモン語の表記について－無文字危機言語を表記すること－」塩原朝子・児玉茂昭編『表記の習慣のない言語の表記』（東京外国語大学アジア・アフリカ言語文化研究所）pp.165–188. 2006